# Vilovina
Vilovina (znanstveno ime Sesleria) je rod trav.

## Vrste
- Sesleria achtarovii
- Sesleria alba
- Sesleria albanica
- Sesleria albicans
- Sesleria americana
- Sesleria anatolica
- Sesleria angustifolia
- Sesleria apennina
- Sesleria araratica
- Sesleria arduini
- Sesleria argentea
- Sesleria autumnalis (jesenska vilovina)
- Sesleria barcensis
- Sesleria bielzii
- Sesleria brevifolia
- Sesleria budensis
- Sesleria caerulea (pisana vilovina)
- Sesleria calcaria
- Sesleria capitata
- Sesleria caucasica
- Sesleria cirtensis
- Sesleria coerulans
- Sesleria coerulea
- Sesleria comosa
- Sesleria confusa
- Sesleria corsica
- Sesleria cristata
- Sesleria cylindrica
- Sesleria dactyloides
- Sesleria deyliana
- Sesleria disticha
- Sesleria doerfleri
- Sesleria dura
- Sesleria echinata
- Sesleria elongata
- Sesleria fallax
- Sesleria filifolia
- Sesleria flexuosa
- Sesleria gigantea
- Sesleria gracilis
- Sesleria haynaldiana
- Sesleria hercegovina
- Sesleria heuflerana
- Sesleria heufleriana
- Sesleria hungarica
- Sesleria insularis
- Sesleria interrupta
- Sesleria italica
- Sesleria juncifolia (tankolistna vilovina)
- Sesleria kalnikensis (kalniška vilovina)
- Sesleria klasterskyi
- Sesleria korabensis
- Sesleria krajinae
- Sesleria lagopodioides
- Sesleria latifolia
- Sesleria leucocephala
- Sesleria macrocephala
- Sesleria marginata
- Sesleria microcephala
- Sesleria mollis
- Sesleria mutica
- Sesleria nitida
- Sesleria orbelica
- Sesleria ovata (jajčastoklasa vilovina)
- Sesleria pallescens
- Sesleria paparistoi
- Sesleria paulowi
- Sesleria pedemontana
- Sesleria permixta
- Sesleria phleoides
- Sesleria polyathera
- Sesleria pontica
- Sesleria pseudo-rigida
- Sesleria pumilio
- Sesleria pungens
- Sesleria quitensis
- Sesleria rigida
- Sesleria robusta
- Sesleria sadlerana
- Sesleria sadleriana
- Sesleria serbica
- Sesleria seslerioides
- Sesleria sillingerii
- Sesleria skander-begii
- Sesleria skipetarum
- Sesleria sphaerocephala (obloklasa vilovina)
- Sesleria spicata
- Sesleria stenophylla
- Sesleria subacaulis
- Sesleria tatrae
- Sesleria taygetea
- Sesleria tenella
- Sesleria tenerrima
- Sesleria tenuifolia
- Sesleria transilvanica
- Sesleria transsilvanica
- Sesleria tuzsoni
- Sesleria ujhelyii
- Sesleria uliginosa
- Sesleria vaginalis
- Sesleria vallesiaca
- Sesleria varia
- Sesleria variabilis
- Sesleria variegata
- Sesleria wettsteinii

## Galerija
- Sesleria caerulea
- Sesleria heufleriana
- Sesleria sadlerana